# Torneo Esperanzas de Toulon de 2013
El XLI Torneo Esperanzas de Toulon de 2013 se realizó del 28 de mayo hasta el 8 de junio de 2013 en Francia donde participaron 10 equipos de fútbol de diferentes partes del mundo. El torneo se celebra cada año. Se juega entre selecciones sub-20, aunque actualmente es de categoría sub-21.

## Sedes
Los partidos se disputaron en 6 localidades:
- Besanzón
- Nimes
- Hyères
- Niza
- Aviñón
- Saint-Raphaël

## Países participantes y uniformes
Selecciones de países participantes:
| Bandera de Francia | Bandera de Colombia | Bandera de Nigeria | Bandera de República Democrática del Congo | Bandera de Estados Unidos |
| Francia            | Colombia            | Nigeria            | República Democrática del Congo            | Estados Unidos            |
| ------------------ | ------------------- | ------------------ | ------------------------------------------ | ------------------------- |
|                    |                     |                    |                                            |                           |

| Bandera de Corea del Sur | Bandera de Portugal | Bandera de México | Bandera de Bélgica | Bandera de Brasil |
| Corea del Sur            | Portugal            | México            | Bélgica            | Brasil            |
| ------------------------ | ------------------- | ----------------- | ------------------ | ----------------- |
|                          |                     |                   |                    |                   |

## Primera fase

### Grupo A
Equipos del grupo A y posición:
| Equipo                          | Pts | PJ | PG | PE | PP | GF | GC | Dif |
| ------------------------------- | --- | -- | -- | -- | -- | -- | -- | --- |
| Colombia                        | 12  | 4  | 4  | 0  | 0  | 7  | 2  | 5   |
| Francia                         | 7   | 4  | 2  | 1  | 1  | 6  | 4  | 2   |
| Corea del Sur                   | 7   | 4  | 2  | 1  | 1  | 3  | 2  | 1   |
| Estados Unidos                  | 3   | 4  | 1  | 0  | 3  | 3  | 7  | -4  |
| República Democrática del Congo | 0   | 4  | 0  | 0  | 4  | 1  | 5  | -4  |

| 28 de mayo de 2013 | Colombia  | 1:0 (0:0) | Corea del Sur | Stade Léo Lagrange, Besanzón            |                                         |
|                    | Borja 63' | Reporte   |               | Árbitro(s): Murad Alzawahreh (Jordania) | Árbitro(s): Murad Alzawahreh (Jordania) |

| 28 de mayo de 2013 | Francia                                              | 4:1 (2:0) | Estados Unidos | Stade Léo Lagrange, Besanzón             |                                          |
|                    | Coeff 39' · Imbula 40' · Bahoken 77' · Ghezzal 80+3' | Reporte   | Joya 72'       | Árbitro(s): Artur Soares Dias (Portugal) | Árbitro(s): Artur Soares Dias (Portugal) |

| 30 de mayo de 2013 | Colombia                  | 2:1 (0:1) | Estados Unidos | Les Costières, Nîmes                     |                                          |
|                    | Vergara 43' · Aguilar 48' | Reporte   | Trapp 6'       | Árbitro(s): Jérôme Efong Nzolo (Bélgica) | Árbitro(s): Jérôme Efong Nzolo (Bélgica) |

| 30 de mayo de 2013 | Francia    | 1:0 (1:0) | República Democrática del Congo | Les Costières, Nîmes                               |                                                    |
|                    | Jeannot 6' | Reporte   |                                 | Árbitro(s): Miguel Ángel Flores Rodríguez (México) | Árbitro(s): Miguel Ángel Flores Rodríguez (México) |

| 1 de junio de 2013 | República Democrática del Congo | 0:1 (0:0) | Estados Unidos | Stade du Ray, Niza                       |                                          |
|                    |                                 | Reporte   | Cuevas 75'     | Árbitro(s): Artur Soares Dias (Portugal) | Árbitro(s): Artur Soares Dias (Portugal) |

| 1 de junio de 2013 | Francia | 0:0     | Corea del Sur | Stade du Ray, Niza                       |                                          |
|                    |         | Reporte |               | Árbitro(s): Jérôme Efong Nzolo (Bélgica) | Árbitro(s): Jérôme Efong Nzolo (Bélgica) |

| 3 de junio de 2013 | República Democrática del Congo | 1:2 (1:1) | Corea del Sur                        | Parc des Sports (Avignon), Aviñón                  |                                                    |
|                    | Manzala 39'                     | Reporte   | Jo Suk-Jae 34' · Kang Yoon-Goo 80+1' | Árbitro(s): Miguel Ángel Flores Rodríguez (México) | Árbitro(s): Miguel Ángel Flores Rodríguez (México) |

| 3 de junio de 2013 | Francia    | 1:3 (1:0) | Colombia                                     | Parc des Sports (Avignon), Aviñón       |                                         |
|                    | Madiba 36' | Reporte   | Vergara 52' · Palomeque 56' · Rentería 80+2' | Árbitro(s): Murad Alzawahreh (Jordania) | Árbitro(s): Murad Alzawahreh (Jordania) |

| 5 de junio de 2013 | Corea del Sur    | 1:0 (0:0) | Estados Unidos | Stade Louis Hon, Saint-Raphaël           |                                          |
|                    | Han Sung-Gyu 62' |           |                | Árbitro(s): Jérôme Efong Nzolo (Bélgica) | Árbitro(s): Jérôme Efong Nzolo (Bélgica) |

| 5 de junio de 2013 | Colombia         | 1:0 (1:0) | República Democrática del Congo | Stade Louis Hon, Saint-Raphaël               |                                              |
|                    | Borja 32' (pen.) |           |                                 | Árbitro(s): Miguel Flores Rodríguez (México) | Árbitro(s): Miguel Flores Rodríguez (México) |

### Grupo B
Equipos del Grupo B y posición:
| Equipo   | Pts | PJ | PG | PE | PP | GF | GC | Dif |
| -------- | --- | -- | -- | -- | -- | -- | -- | --- |
| Brasil   | 10  | 4  | 3  | 1  | 0  | 6  | 2  | 4   |
| Portugal | 7   | 4  | 2  | 1  | 1  | 7  | 6  | 1   |
| México   | 5   | 4  | 1  | 2  | 1  | 6  | 5  | 1   |
| Nigeria  | 2   | 4  | 0  | 2  | 2  | 3  | 6  | -3  |
| Bélgica  | 2   | 4  | 0  | 2  | 2  | 3  | 6  | -3  |

| 29 de mayo de 2013 | México                   | 2:0 (1:0) | Nigeria | Stade Perruc, Hyères                         |                                              |
|                    | Morales 27' · Abella 73' | Reporte   |         | Árbitro(s): Luis Sánchez González (Colombia) | Árbitro(s): Luis Sánchez González (Colombia) |

| 29 de mayo de 2013 | Bélgica      | 1:2 (1:0) | Brasil                  | Stade Perruc, Hyères          |                               |
|                    | Vetokele 13' | Reporte   | Mamute 45' · Araújo 53' | Árbitro(s): Kevin Terry (USA) | Árbitro(s): Kevin Terry (USA) |

| 31 de mayo de 2013 | Bélgica | 0:2 (0:1) | Portugal                 | Stade des Costières, Nîmes                   |                                              |
|                    |         | Reporte   | Tó Zé 40+1' · Esgaio 62' | Árbitro(s): Luis Sánchez González (Colombia) | Árbitro(s): Luis Sánchez González (Colombia) |

| 31 de mayo de 2013 | Brasil     | 1:0 (1:0) | México | Stade des Costières, Nîmes              |                                         |
|                    | Araújo 36' | Reporte   |        | Árbitro(s): Nikolay Yordanov (Bulgaria) | Árbitro(s): Nikolay Yordanov (Bulgaria) |

| 2 de junio de 2013 | Bélgica           | 1:1 (1:0) | Nigeria  | Parc des Sports (Avignon), Aviñón |  |
|                    | M'Poku 23' (pen.) | Reporte   | Gero 44' |                                   |  |

| 2 de junio de 2013 | Brasil                 | 2:0 (2:0) | Portugal | Parc des Sports (Avignon), Aviñón       |                                         |
|                    | Mamute 9' · Danilo 11' | Reporte   |          | Árbitro(s): Nikolay Yordanov (Bulgaria) | Árbitro(s): Nikolay Yordanov (Bulgaria) |

| 4 de junio de 2013 | México                       | 3:3 (1:1) | Portugal                        | Stade Louis Hon, Saint-Raphaël          |                                         |
|                    | Bueno 1' · Abella 50', 80+1' | Reporte   | Aladje 34', 53' · Cavaleiro 72' | Árbitro(s): Nikolay Yordanov (Bulgaria) | Árbitro(s): Nikolay Yordanov (Bulgaria) |

| 4 de junio de 2013 | Brasil        | 1:1 (1:0) | Nigeria  | Stade Louis Hon, Saint-Raphaël  |                                 |
|                    | Erik Lima 39' | Reporte   | Gero 52' | Árbitro(s): Kevin Terry (U.S.A) | Árbitro(s): Kevin Terry (U.S.A) |

| 6 de junio de 2013 | Nigeria   | 1:2 (0:0) | Portugal                       | Stade Léo Lagrange, Besanzón            |                                         |
|                    | Ejike 79' | Reporte   | Alves 56' (pen.) · Pereira 69' | Árbitro(s): Murad Alzawahreh (Jordania) | Árbitro(s): Murad Alzawahreh (Jordania) |

| 6 de junio de 2013 | Bélgica       | 1:1 (0:1) | México       | Stade Léo Lagrange, Besanzón  |                               |
|                    | Bakkali 80+3' | Reporte   | Zamorano 31' | Árbitro(s): Kevin Terry (USA) | Árbitro(s): Kevin Terry (USA) |

## Segunda fase

### Tercer lugar
| 8 de junio de 2013 | Francia                    | 2:1 (2:1) | Portugal   | Stade du Ray, Toulon                         |                                              |
|                    | Ntep 11' (pen.) · Vena 33' | Reporte   | Aladje 42' | Árbitro(s): Luis Sánchez González (Colombia) | Árbitro(s): Luis Sánchez González (Colombia) |

### Final
| 8 de junio de 2013 | Colombia | 0:1 (0:1) | Brasil    | Stade du Ray, Toulon                     |                                          |
|                    |          | Reporte   | Araújo 3' | Árbitro(s): Artur Soares Dias (Portugal) | Árbitro(s): Artur Soares Dias (Portugal) |

|                   |
| Bandera de Brasil |
| Campeón           |
| Brasil            |
| 7º título         |

## Goleadores
| Jugador            | Selección | Goles |
| ------------------ | --------- | ----- |
| Aladje             | Portugal  | 3     |
| José Abella        | México    | 3     |
| Vinícius Araújo    | Brasil    | 3     |
| Jherson Vergara    | Colombia  | 2     |
| Miguel Ángel Borja | Colombia  | 2     |
| Yuri Mamute        | Brasil    | 2     |
| Alhaji Gero        | Nigeria   | 2     |